# Нури, Афанасий Игнатий
Афанасий Игнатий Нури (13.12.1857 г., Ирак — 19.11.1946 г., Багдад, Ирак) — архиепископ багдадский Сирийской католической церкви с 11 марта 1894 года по 1908 год.

## Биография
Афанасий Игнатий Нури родился 13 декабря 1857 года в Ираке.
11 марта 1895 года Святейший Синод Сирийской католической церкви выбрал Афанасия Игнатия Нури архиепископом Багдада. 18 мая 1895 года Афанасий Игнатий Нури был рукоположён в епископа.
В 1908 году подал в отставку и был назначен титулярным епископом Иераполя Сирийского.
Умер 9 ноября 1946 года в Багдаде.